# Викторов, Борис Фёдорович
Борис Фёдорович Викторов (3 ноября 1936, Ногинск) — советский футболист, защитник, тренер.
Воспитанник московских команд ГПЗ-1 и ФШМ-2. В соревнованиях КФК играл за «Подшипник» (1955) и клубную команду московского «Динамо» (1956). 1957 год начинал в дубле московского «Динамо», затем перешёл в «Динамо» Киров. В 1959 году перешёл в «Труд» Ногинск; за команду, в 1965 году переименованную в «Знамя» с перерывами играл до 1967 года. В чемпионате СССР провёл 19 матчей — 15 в 1961 году в составе «Беларуси» Минск, 4 — в 1963 году за «Локомотив» Москва.
В 1960—1970-х годах тренировал «Торпедо» Подольск и «Знамя». В 1968 году — старший тренер «Знамени».